# Синтра Фриас, Леопольдо
Леопо́льдо Си́нтра Фри́ас (исп. Leopoldo Cintra Frías; род. 17 июля 1941, Яра) — кубинский военачальник, политик, член Коммунистической партии Кубы. Министр Революционных вооружённых сил Кубы с 2011 года по 2021 год, член Политбюро Коммунистической партии Кубы и Государственного совета. Герой Республики Куба (1989). Генерал армейского корпуса.

## Биография
Леопольдо Синтра Фриас родился 17 июля 1941 года в селении Я́ра (Yara), провинция Гранма. Вырос в имении своего отца, принимал активное участие в молодёжной организации Agrupación de Jóvenes Esperanza de la Fraternidad, молодёжной масонской организации. В середине 1950-х годов присоединился к движению сопротивления против диктаторского режима президента Батисты в Сьерра-Маэстро. В ноябре 1957 года вступил в революционную армию (Ejercito Rebelde). Принимал участие в боях в Пино-дель-Агуа (Pino del Agua). На заключительных этапах кубинской революции находился под командованием Фиделя Кастро. Участвовал в так называемом «Караване свободы» (Caravana de la Libertad). Закончил войну в звании лейтенанта (в то время Фидель Кастро был капитаном).
После падения Батисты и победы революции Синтра Фриас прошёл обучение на курсах артиллеристов и танкистов в Чехословакии, затем курс обучения в Коллегии революционных вооружённых сил (Escuela Superior de las Fuerzas Armadas Revolucionarias). В 1965 году был одним из основателей Коммунистической партии Кубы.
В последующие годы служил начальником Наземной артиллерийской бригады в 1900 году в Каймито, а затем начальником моторизованной пехотной дивизии. С 1975 по 1976 год в годы войны в Анголе был начальником южного фронта войск в южной части Африки. В 1976 году стал членом Национальной ассамблеи народной власти. В 1978 году, во время эфиопской гражданской войны служил начальником бронетанковой бригады.
В начале 1980-х годов проходил обучение в Советском Союзе. В 1982 году Синтра Фриас окончил Военную академию Генерального штаба Вооружённых Сил СССР, вернулся на родину, где стал начальником танковой дивизии. В начале 1988 года возглавлял кубинское военное подразделение, ответственное за боевые действия в битве при Куито Куанавале в южноафриканской пограничной войне, за наступление на юго-восточном фронте в Анголе. В 1989 году, после возвращения на Кубу, ему было присвоено звание Героя Республики Куба (Héroe de la República de Cuba).
В 1990 году Леопольдо Синтра Фриас стал начальником Восточной армии (Ejército Oriental). На IV съезде партии в 1991 году в Сантьяго-де-Куба он стал членом ЦК и членом Политбюро ЦК партии. В 2001 году был назначен корпусным генералом (General de Cuerpo de Ejército).
В октябре 2008 года генерал стал первым заместителем министра обороны (Viceministro Primero de las Fuerzas Armadas Revolucionarias). После смерти генерала Хулио Касаса Регейро, в 2011 году Синтра Фриас занял должность министра обороны (Ministro de las Fuerzas Armadas Revolucionarias) Республики Куба.
Имеет воинское звание генерал армейского корпуса.

## Награды
- Герой Республики Куба (1989).
- Национальный орден «Плайя-Хирон» (1989).
- Орден Дружбы (24 октября 2018 года, Россия) — за большой вклад в укрепление мира, дружбы, военного и военно-технического сотрудничества между Российской Федерацией и Республикой Куба[2].